# نودنيدا لوانجنام
نودنيدا لوانجنام (بالتايلندية: ณัฐนิดา หลวงแนม) مواليد 27 فبراير 1987 في تايلاند، هي لاعبة كرة مضرب تايلندية تلعب باليد اليمنى وتحتل حالياً المرتبة رقم. 340 (4 يناير 2016) في تصنيف رابطة محترفات كرة المضرب. أعلى تصنيف لها في الفردي كان المركز الـ 195 في سنة 2013. أعلى تصنيف لها في الزوجي كان المركز الـ 557 في سنة 2005.

## الميداليات
| الميدالية | المسابقة                   |
| --------- | -------------------------- |
| ذهبية     | ألعاب جامعية صيفية 2011    |
| ذهبية     | ألعاب جامعية صيفية 2011    |
| برونزية   | دورة الألعاب الآسيوية 2010 |

## روابط خارجية
- نودنيدا لوانجنام على موقع رابطة محترفات التنس (الإنجليزية)
- نودنيدا لوانجنام على موقع الاتحاد الدولي لكرة المضرب (الإنجليزية)
- نودنيدا لوانجنام على موقع كأس بيلي جين كينغ (الإنجليزية)
- نودنيدا لوانجنام على موقع خلاصة التنس.كوم (الإنجليزية)
- نودنيدا لوانجنام على موقع إي إس بي إن.كوم (الإنجليزية)